# أرت مكوي
أرت مكوي (بالإنجليزية: Art McCoy)‏ هو لاعب كرة قاعدة أمريكي، ولد في 15 يوليو 1864 في دانفيل في الولايات المتحدة، وتوفي بنفس المكان في 22 مارس 1904.

## وصلات خارجية
- أرت مكوي على موقعبيزبول رفرنس.كوم (الدوري الرئيسي) (الإنجليزية)
- أرت مكوي على موقعبيزبول رفرنس.كوم (الدوري الثانوي) (الإنجليزية)